# La Rue Montorgueil
Pour la rue parisienne qui a donné son nom à ce tableau, voir rue Montorgueil.
La Rue Montorgueil est un tableau  réalisé par le peintre impressionniste Claude Monet le 30 juin 1878, à l'occasion de la fête nationale pour la « paix et le travail » et de la clôture de l'Exposition universelle de Paris, dans un symbolisme, promu par l'État républicain français, de reconstruction après l'humiliation de la défaite face à la Prusse en 1870. Les couleurs vives, la profusion de drapeaux français, font ressortir avec force l'atmosphère festive de cette journée.

## Histoire

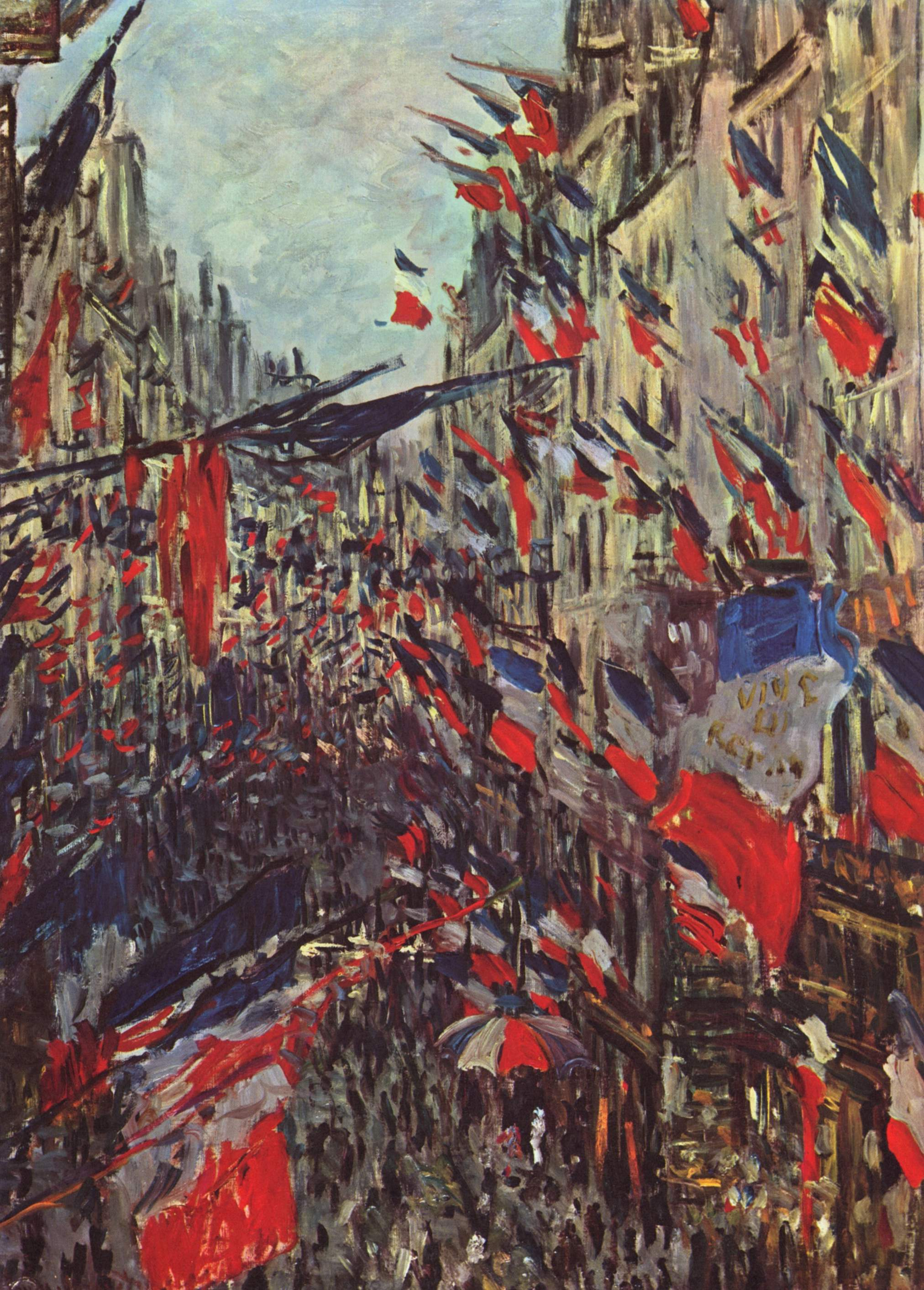
Monet, La Rue Saint-Denis (1878), musée des beaux-arts de Rouen.

La toile est à rapprocher de La Rue Mosnier aux drapeaux, un tableau d'Édouard Manet beaucoup plus mélancolique mais réalisé sur le même sujet et le même jour,. Les deux œuvres relèvent du thème artistique alors commun de la rue pavoisée. Monet réalise ce tableau alors qu'il flâne à Paris à la recherche de motifs à peindre. Il est revenu dans la capitale pour la naissance de son fils Michel, préoccupé par l'état de santé de la mère de celui-ci, Camille. Le tableau montre l'attirance du peintre pour les drapeaux flottant au vent.

« J'aimais les drapeaux. La première fête nationale du 30 juin, je me promenais rue Montorgueil avec mes instruments de travail ; la rue était très pavoisée avec un monde fou. J'avise un balcon, je monte et demande la permission de peindre, elle m'est accordée. Puis je redescends incognito ! »

— Claude Monet
Le même jour et dans des conditions similaires, Monet représente aussi la rue Saint-Denis voisine pavoisée, tableau conservé aujourd'hui au musée des beaux-arts de Rouen, sur lequel on peut lire les inscriptions « Vive la France » en banderole, et sur un drapeau « Vive la Rép[ublique] ». Cette œuvre est exposée au musée d'Orsay à Paris. Ce tableau est souvent utilisé pour illustrer la fête nationale du 14 juillet, tant ce qu'il en ressort est l'image d'une fête nationale.